# Luis Suárez Miramontes
|  | Per a altres significats, vegeu «Luis Suárez». |

Luis Suárez Miramontes   (la Corunya, 2 de maig de 1935 - Milà, 9 de juliol de 2023) fou un destacat futbolista espanyol de les dècades de 1950 i 1960, guanyador de la Pilota d'Or 1960.
Durant la seva etapa de formació jugà per l'Hércules La Corunya, el Perseverancia i el Deportivo de La Coruña. Considerat per molts un dels millors jugadors espanyols de la història i també un dels millors futbolistes del Calcio, va ser l'únic home futbolista espanyol guanyador d'una pilota d'Or fins que Rodri se'n va endur una l'any 2024. Fou jugador del FC Barcelona entre 1954 i 1961. Va jugar com a titular la final de la Copa d'Europa de 1961, que el Barça va perdre contra el Benfica per 2 a 3 al Wankdorf Stadium de Berna, la primera final de la Copa d'Europa que jugava el Barça.
Fou traspassat a l'Inter de Milà, on jugà fins 1970. Va jugar com a titular la final de la Copa d'Europa de 1964, que l'Inter va guanyar contra el Reial Madrid per 3 a 1 al Praterstadion de Viena, la primera victòria del club en la competició. També va jugar com a titular la final de la Copa d'Europa de 1965, que l'Inter va guanyar contra el SL Benfica per 1 a 0 a San Siro, la segona victòria consecutiva de l'Inter en la competició.
Acabà la seva carrera a la UC Sampdoria. Va ser internacional amb la selecció espanyola. Posteriorment fou entrenador i va entrenar la Selecció Espanyola de futbol i l'Inter de Milà, entre d'altres.

## Galeria

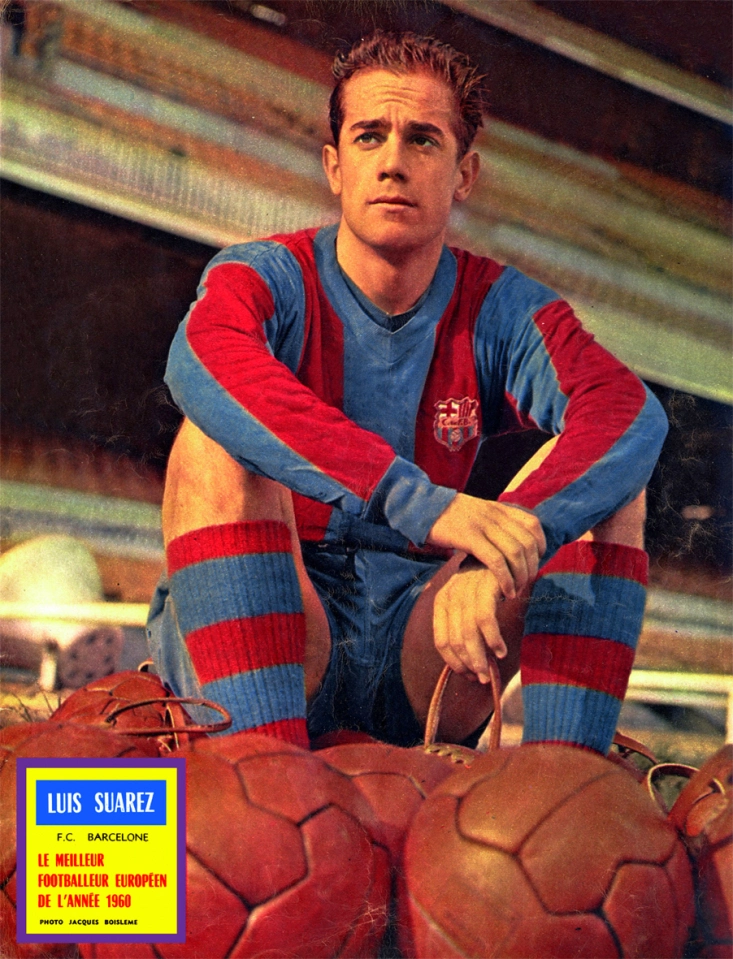
Luis Suárez amb la samarreta del Barcelona.
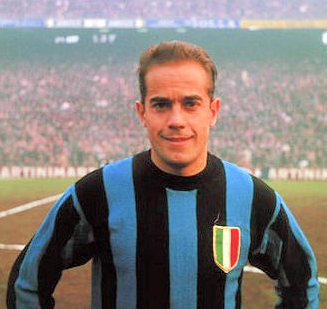
Luis Suárez amb la samarreta de l'Inter.
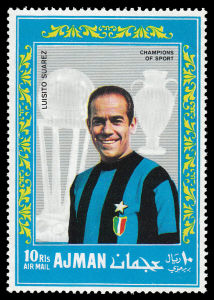
Luis Suárez en un segell.